# أندرو دوغلاس (لاعب إسكواش)
أندرو دوغلاس (بالإنجليزية: Andrew Douglas) هو لاعب إسكواش أمريكي، ولد في 12 أغسطس 1998 في نيويورك في الولايات المتحدة.

## وصلات خارجية
- أندرو دوغلاس على موقع الاتحاد الدولي لمحترفي الاسكواش (مؤرشف) (الإنجليزية)
- أندرو دوغلاس على موقع SquashInfo.com (الإنجليزية)